# Euroclear Operation Centre
Das Euroclear Operation Centre ist ein Hochhaus im Quartier Nord, dem zentralen Geschäftsviertel der belgischen Hauptstadt Brüssel. Es wurde 1997 erbaut, befindet sich am Anfang des Boulevard Du Roi Albert II und hat eine Höhe von 80 Metern, die sich auf 17 Etagen verteilen. Es zählt zu den höchsten Gebäuden der Stadt und ist ebenfalls eines der höchsten Gebäude Belgiens.
Das Gebäude beherbergt den Hauptsitz von Euroclear, einem Finanzdienstleistungsunternehmen.